# Re di Akkad
Questa è una lista dei re di Akkad (in accadico: šar māt Akkadi, lett "re della terra di Akkad"), ovvero coloro che hanno regnato sulla città di Akkad e sul suo impero nel Vicino Oriente antico. Nel III millennio a.C., con la dinastia sargonica l'impero accadico rappresentava la potenza dominante in Mesopotamia e il primo grande impero conosciuto della storia.
Alla fine della dinastia sargonica, l'impero subì un forte declino a causa dell'invasione dei Gutei e di un'instabilità interna, probabilmente fu il primo impero a riorganizzare le città in città-stato indipendenti, ma il potere che Akkad aveva brevemente esercitato assicurò che il suo prestigio e la sua eredità sarebbero stati rivendicati dai monarchi per i secoli a venire. Ur-Nammu di Ur, fondatore della terza dinastia di Ur fu colui che riunificò la maggior parte della Mesopotamia, creò il titolo reale "Re di Sumer e di Akkad" la quale verrà utilizzato fino ai giorni dell'Impero achemenide.

## Re di Akkad

### Dinastia sargonica (2334-2193 a.C. ca.)
| # | Ritratto | Re                                       | Periodo (cronologia media)   | Successione                                   | Note |
| - | -------- | ---------------------------------------- | ---------------------------- | --------------------------------------------- | --- |
| 1 |          | Sargon 𒈗𒁺 Šarru-ukīn                     | 2334-2279 a.C. ca. (55 anni) | fondatore dell'Impero di Akkad                | - fondò l'Impero di Akkad conquistando tutta Sumer, venendo riconosciuto come uno dei primi grandi sovrani mesopotamici; - introdusse il titolo di re dell'universo; - intraprese una campagna per soggiogare tutta la Mezzaluna Fertile. |
| 2 |          | Rimush 𒌷𒈬𒍑 Ri-mu-uš                      | 2279-2270 a.C. ca. (9 anni)  | figlio di Sargon di Akkad                     | - affrontò estese rivolte e riconquistò le città di Ur, Umma, Adab, Lagash, Der e Kazallu dai ribelli ensis; - intraprese campagne vittoriose contro Elam e Marhaši; - probabilmente fu assassinato dai suoi cortigiani.                  |
| 3 |          | Manishtushu 𒈠𒀭𒅖𒌅𒋢 Ma-an-ish-tu-su        | 2270-2255 a.C. ca. (15 anni) | fratello di Rimush, figlio di Sargon di Akkad | - affrontò poche (se non alcuna) ribellioni e poté così intraprendere campagne in terre distanti da Akkad; - intraprese campagne principalmente verso sud, ottenendo vittorie sul Tigris e sul Golfo Persico.                             |
| 4 |          | Narām-Sîn 𒀭𒈾𒊏𒄠𒀭𒂗𒍪 Na-ra-am Sîn           | 2254-2218 a.C. ca. (36 anni) | figlio di Manishtushu                         | - durante il suo regno, l'impero di Akkad raggiunse la sua massima estensione; - il primo re mesopotamico a reclamare la divinità, autoproclamandosi «dio di Akkad»; - introdusse il titolo di re dei quattro angoli della terra.         |
| 5 |          | Shar-kali-sharri 𒊬𒂵𒉌 𒈗𒌷 Šar-ka-li-šar-ri | 2217-2193 a.C. ca. (24 anni) | figlio di Narām-Sîn                           | - durante il suo regno, l'Impero di Akkad collassò a causa dell'invasione dei Gutei e di una diffusa siccità; - probabilmente fu l'ultimo re di Akkad a controllare più della sola città.                                                 |

### Interregno accadico (2193-2189 a. ca.)
| # | Re                 | Periodo (cronologia media)  | Successione                                                  | Note |
| - | ------------------ | --------------------------- | ------------------------------------------------------------ | --- |
| 6 | Igigi 𒄿𒄀𒄀 I-gi-gi  | 2193-2192 a.C. ca. (1 anno) | successione incerta, anarchia dovuta all'invasione dei Gutei | prese il potere durante l'anarchia dopo la morte di Shar-kali-sharri e regnò per circa un anno. Quattro re avrebbero governato in soli tre anni, un periodo che la lista reale sumerica descrive con «Allora chi era il re? Chi non era il re?». |
| 7 | Imi 𒄿𒈪 I-mi        | 2192-2191 a.C. ca. (1 anno) | successione incerta, anarchia dovuta all'invasione dei Gutei | |
| 8 | Nanum 𒈾𒉡𒌝 Na-nu-um | 2191-2190 a.C. ca. (1 anno) | successione incerta, anarchia dovuta all'invasione dei Gutei | |
| 9 | Ilulu 𒅋𒇽 Ilu-lu    | 2190-2189 a.C. ca. (1 anno) | successione incerta, anarchia dovuta all'invasione dei Gutei | ultimo dei quattro rivali di breve durata in competizione per il trono in seguito alla morte di Shar-kali-sharri, probabilmente fu un sovrano Guteo.                                                                                             |

### Ultimi re di Akkad (2189-2154 a. ca.)
Si presume che gli ultimi re di Akkad, Dudu e Shu-turul, fossero collegati alla dinastia regnante e come tali sono stati spesso considerati membri della dinastia sargonica.
| #  | Re                       | Periodo (cronologia media)   | Successione                                                                                            | Note |
| -- | ------------------------ | ---------------------------- | --- | --- |
| 10 | Dudu 𒁺𒁺 Du-du            | 2189-2168 a.C. ca. (21 anni) | successione incerta, anarchia dovuta all'invasione dei Gutei, probabilmente figlio di Shar-kali-sharri | intraprese campagne contro ex sudditi accadici nel sud, come Girsu, Umma ed Elam.                                    |
| 11 | Shu-turul 𒋗𒉣𒇬𒍌 Šu-ṭur-ul | 2168-2154 a.C. ca. (15 anni) | figlio di Dudu                                                                                         | ultimo re di Akkad, regnò su un territorio largamente ridotto che comprendeva Akkad stessa, Kish, Tutub ed Eshnunna. |